# ليزا ديفيز
ليزا ديفيز (بالإنجليزية: Lisa Davies)‏ هي عارضة أمريكية، ولدت في 10 أكتوبر 1981 في فلوريدا في الولايات المتحدة.